# Tal (piosenkarka)
Tal Benyezri (ur. 12 grudnia 1989 w Haderze) – izraelsko-francuska piosenkarka i tancerka.
Jest córką gitarzysty i piosenkarki, izraelskich imigrantów, którzy osiedlili się we francuskiej dzielnicy Le Marais. Jako dziecko nauczyła się grać na fortepianie i gitarze. W wieku 12 lat rozpoczęła treningi tańca w stylu modern jazz, a następnie dołączyła do zespołu teatralnego „Les Sales Gosses”.
Podczas występu w lokalnym barze została dostrzeżona przez Laurę Marciano, autorkę piosenek i producentkę, która zaproponowała jej współpracę. Zadebiutowała w 2010 wydaniem singla „La musique est mon ange”. Od czasu debiutu wydała cztery solowe albumy studyjne: Le droit de rêver (2011), À l’infini (2013), Tal (2016) i Juste un rêve (2018), które były notowane na listach najchętniej kupowanych płyt we Francji, Belgii i Szwajcarii. Za sprzedaż albumów we Francji odebrała dwie potrójnie platynowe płyty i dwie platynowe.
Oprócz działalności solowej, od 2013 jest wokalistką charytatywnego zespołu Les Enfoirés.
Laureatka NRJ Music Award w kategorii „frankofońskie objawienie roku” (2013) i dwukrotnie w kategorii „frankofońska artystka roku” (2014, 2016).

## Dyskografia

### Albumy studyjne
- Le droit de rêver (2011)
- À l’infini (2013)
- Tal (2016)
- Juste un rêve (2018)